# Hermann Pünder (Jurist)
Hermann Pünder (* 26. Januar 1966 in Köln) ist ein deutscher Rechtswissenschaftler. Er ist Inhaber des Lehrstuhls für Öffentliches Recht, Verwaltungswissenschaften und Rechtsvergleichung an der Bucerius Law School in Hamburg.

## Familie
Hermann Pünder ist der Sohn Tilman Pünders, des ehemaligen Oberstadtdirektors von Münster, und ein Enkel des Politikers Hermann Pünder, dessen Schwester die Ökonomin Marianne Pünder und dessen Bruder der Rechtsanwalt Werner Pünder waren. Über seine Großeltern ist er auch mit Reinhard Pünder, Bischof des brasilianischen Bistums Coroatá, sowie mit Erich Klausener und Leo Statz verwandt.

## Leben
Hermann Pünder studierte Rechts- und Politikwissenschaft an der Albert-Ludwigs-Universität Freiburg, an der Universität Genf und an der Westfälischen Wilhelms-Universität Münster. Er war Stipendiat der Bischöflichen Studienförderung Cusanuswerk und des Deutschen Akademischen Austauschdienstes. Die Erste Juristische Staatsprüfung legte er 1992 in Freiburg ab. Von 1992 bis 1993 studierte er an der University of Iowa, arbeitete dort als wissenschaftlicher Assistent bei John C. Reitz und schloss seine Studien mit dem Master of Laws ab.
1995 wurde Pünder an der Universität Münster mit einer Dissertation zum Thema „Exekutive Normsetzung in den Vereinigten Staaten und der Bundesrepublik Deutschland“ bei Dieter Birk promoviert. 1996 absolvierte er die Zweite Juristische Staatsprüfung am Oberlandesgericht Köln. Pünder arbeitete danach als wissenschaftlicher Assistent bei Dirk Ehlers am Institut für Öffentliches Wirtschaftsrecht der Universität Münster.
1999 wurde Pünder zum Leiter des Freiherr-vom-Stein-Instituts, der wissenschaftlichen Forschungsstelle des Landkreistages Nordrhein-Westfalen berufen. Er war außerdem ehrenamtlicher Geschäftsführer des Zentrums für Außenwirtschaftsrecht. Von 1999 bis 2002 war er „sachkundiger Bürger“ im Ausschuss Wirtschaft und Arbeitsförderung des Rates der Stadt Münster.
Im Juni 2002 habilitierte sich Pünder in Münster mit der Schrift „Haushaltsrecht im Umbruch“. Ihm wurde die venia legendi für Öffentliches Recht, Europarecht, Verwaltungswissenschaft und Rechtsvergleichung verliehen. Im Juli 2002 erhielt er einen Ruf auf den Lehrstuhl für Öffentliches Recht, Verwaltungswissenschaften und Rechtsvergleichung an der Bucerius Law School in Hamburg. Dort vertritt Hermann Pünder in der Lehre die gesamte Breite des Öffentlichen Rechts einschließlich der völker- und europarechtlichen Bezüge. Seine Forschungsschwerpunkte liegen im deutschen, ausländischen, europäischen und internationalen Öffentlichen Wirtschaftsrecht (vor allem Vergaberecht), in der Staatsmodernisierung (Reform der repräsentativen Demokratie, Finanz- und Schuldenmanagement, Bürgerbeteiligung an Verwaltungsverfahren), im Allgemeinen Verwaltungsrecht und im Polizei- und Ordnungsrecht. 2018 wurde Pünder mit seinen Mitarbeitern von der Claussen-Simon-Stiftung im Wettbewerb „Unsere Hochschulen“ für seine Lehrvideos ausgezeichnet.
Lehr- und Forschungsaufenthalte führten ihn an die Chinesische Akademie der Sozialwissenschaften (2005, 2006) sowie an die Universität Oxford (2007, 2009), die Päpstliche Katholische Universität von Argentinien (2009), die Stanford-Universität (2012) und die Istanbul Bilgi Universität (2014, 2016) und an die Waseda-Universität (2018). 
Hermann Pünder vertrat die Thüringer Landesregierung vor dem Thüringer Verfassungsgerichtshof in einer kommunalen Verfassungsbeschwerde gegen die Reform der Wasserversorgung und Abwasserentsorgung (2008), den Deutschen Bundestag vor dem Bundesverfassungsgericht in dem Verfahren zu den Grenzen der Informationsbeschaffung des Bundes bei der Gewährung von Finanzhilfen an die Länder (2010) und die Hamburgische Bürgerschaft vor dem Hamburgischen Verfassungsgericht im Hinblick auf den Volksentscheid über die Schulreform (2011). Vor der Vereinigung der Deutschen Staatsrechtslehrer referierte Pünder 2012 zum Thema „Wahlrecht und Parlamentsrecht als Gelingensbedingungen repräsentativer Demokratie“. Von 2014 bis 2017 war er dort Sprecher des Arbeitskreises „Verwaltung“.
Hermann Pünder ist Mitglied der Vereinigung der Deutschen Staatsrechtslehrer, der International Academy of Comparative Law, der Gesellschaft für Rechtsvergleichung, der Societas Iuris Publici Europaei, der Deutschen Sektion des International Institute of Administrative Sciences, der Görres-Gesellschaft, der Freiherr-vom-Stein-Gesellschaft, des Landesjustizprüfungsamtes bei dem Hanseatischen Oberlandesgericht in Hamburg und des Stiftungsrates der Stiftung zur Förderung der Bucerius Law School. Er gehört dem wissenschaftlichen Beirat des Zentrums für Außenwirtschaftsrecht in Münster und dem Kuratorium des Freiherr-vom-Stein-Instituts an der Universität Münster an. Pünder nimmt an den Auswahlverfahren des Cusanuswerks teil und ist dort und in der Konrad-Adenauer-Stiftung Vertrauensdozent. Seit 1986 ist er Mitglied der katholischen Studentenverbindung KDStV Ripuaria Freiburg im Breisgau im Cartellverband.

## Schriften (Auswahl)

### Monografien
- Exekutive Normsetzung in den Vereinigten Staaten von Amerika und der Bundesrepublik Deutschland. Duncker & Humblot, 1996, ISBN 3-428-08479-9.
- Haushaltsrecht im Umbruch. Deutscher Gemeindeverlag, 2003, ISBN 3-555-01289-4.

### Als Herausgeber
- mit Hans-Günter Henneke, Christian Waldhoff: Recht der Kommunalfinanzen. Abgaben, Haushalt, Finanzausgleich, Rechtsstand: Januar 2006. Beck Juristischer Verlag, 2006, ISBN 3-406-54263-8.
- mit Christian Waldhoff: Debates in German Public Law. Hart Publishing, Oxford 2014, ISBN 978-1-84946-472-7.
- mit Martin Schellenberg: Vergaberecht Handkommentar. Nomos, 3. Aufl. 2019, ISBN 978-3-8487-3043-8.
- mit Dirk Ehlers: Allgemeines Verwaltungsrecht. C.F. Müller, 16. Aufl. 2022, ISBN  978-3-8114-5904-5.
- mit Dirk Ehlers, Michael Fehling: Besonderes Verwaltungsrecht. Band 1–3, C.F. Müller, 4. Aufl. 2019/2020/2021, ISBN 978-3-8114-4344-0 (Bd. 1), ISBN 978-3-8114-4345-7 (Bd. 2), ISBN 978-3-8114-4342-6 (Bd. 3).

### Kommentierungen und Aufsätze
- Staatsverschuldung, in: Isensee/Kirchhof, Handbuch des Staatsrechts, Bd. 5, 3. Aufl. 2007, S. 1323–1393.
- Democratic Legitimation of Delegated Legislation – A Comparative View on the American, British and German Law, International and Comparative Law Quarterly 58 (2009), S. 353–378.
- Der Beitrag der Verwaltung zur Konsolidierung der Staatsfinanzen, Die Verwaltung 45 (2012), S. 1–42.
- Vergaberecht, in: Ehlers/Fehling/Pünder, Besonderes Verwaltungsrecht, Bd. 1, 2012, S. 489–569.
- Wahlrecht und Parlamentsrecht als Gelingensbedingungen repräsentativer Demokratie, in: Veröffentlichungen der Vereinigung der Deutschen Staatsrechtslehrer, Bd. 71, De Gruyter, 2013, S. 191–267.
- German Administrative Procedure in a Comparative Perspective – Observations on the Path to a Transnational “Ius Commune Proceduralis” in Administrative Law, in: International Journal of Constitutional Law, 2013, S. 940–961.
- Grundlagen des Verwaltungsrechts, in: Ehlers/Pünder (Hrsg.), Allgemeines Verwaltungsrecht, 16. Aufl. 2022, S. 1–320 (mit Dirk Ehlers).
- Verwaltungsverfahren, in: Ehlers/Pünder (Hrsg.), Allgemeines Verwaltungsrecht, 16. Aufl. 2022, S. 548–767.
- Zum Weg in die „Zunft“ der Staatsrechtslehre – Erfahrungen, Beobachtungen, Einordnungen, in: Cancik/Kley/Schulze-Fielitz/Waldhoff/Wiederin (Hrsg.), Streitsache Staat – Die Vereinigung der Deutschen Staatsrechtslehrer 1922 – 2022, ISBN 978-3-16-160988-6, S. 995–1031.
- Zu den Wurzeln der kommunalen Selbstverwaltung im ländlichen Raum – Dörfliche Gemeinden im Mittelalter, in: Burgi/Waldhoff (Hrsg.), Festschrift für Hans-Günther Henneke, ISBN 978-3-452-29901-7, S. 59–85.
- Pervertierung des Polizeirechts im Nationalsozialismus, in: Juristische Ausbildung (JURA), 2023, S. 10 – 18; 136 – 146.
- Gerichtliche Aufarbeitung von NS-Unrecht in der Nachkriegszeit – Bestrafung eines V-Manns der Gestapo wegen eines „Verbrechens gegen die Menschlichkeit“, in: JuristenZeitung (JZ), 2023, S. 331–339.